# Valencie

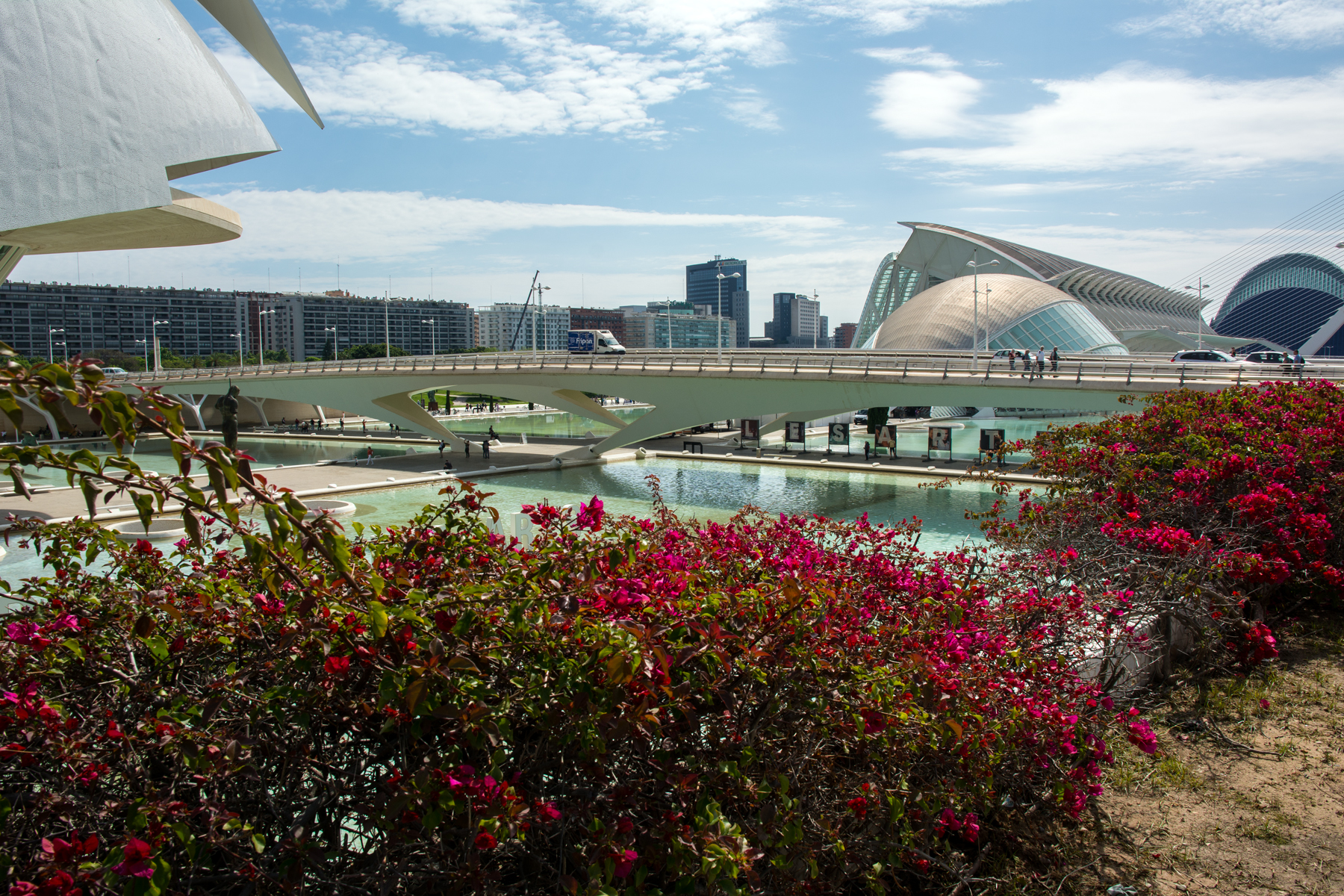
Jedním ze dvou mostů přes bývalé koryto Turie v Městě umění. [https://zemesveta.cz/valencie-pod-ochranou-netopyra/ zemesveta.cz

Valencie (valencijsky València, španělsky Valencia) je město, ležící na Costa del Azahar (volný český překlad Pobřeží pomerančového květu), což je průmyslová oblast při Valencijském zálivu. Počtem obyvatel je třetím největším městem ve Španělsku.
Město leží na řece Turia, přibližně uprostřed cesty mezi městy Castelló de la Plana a Alicante. Valencia je hlavním městem provincie Valencia a Valencijského společenství. Město mělo v roce 2008 810 000 obyvatel. Počet obyvatel městské aglomerace Valencie byl v roce 2000 kolem 1 012 000 lidí. Celkový počet obyvatel (zástavba a satelitní města) byl v roce 2005 1 623 724 obyvatel.
Valencia má středomořské klima se suchými a horkými léty a mírnými zimami.

## Dějiny

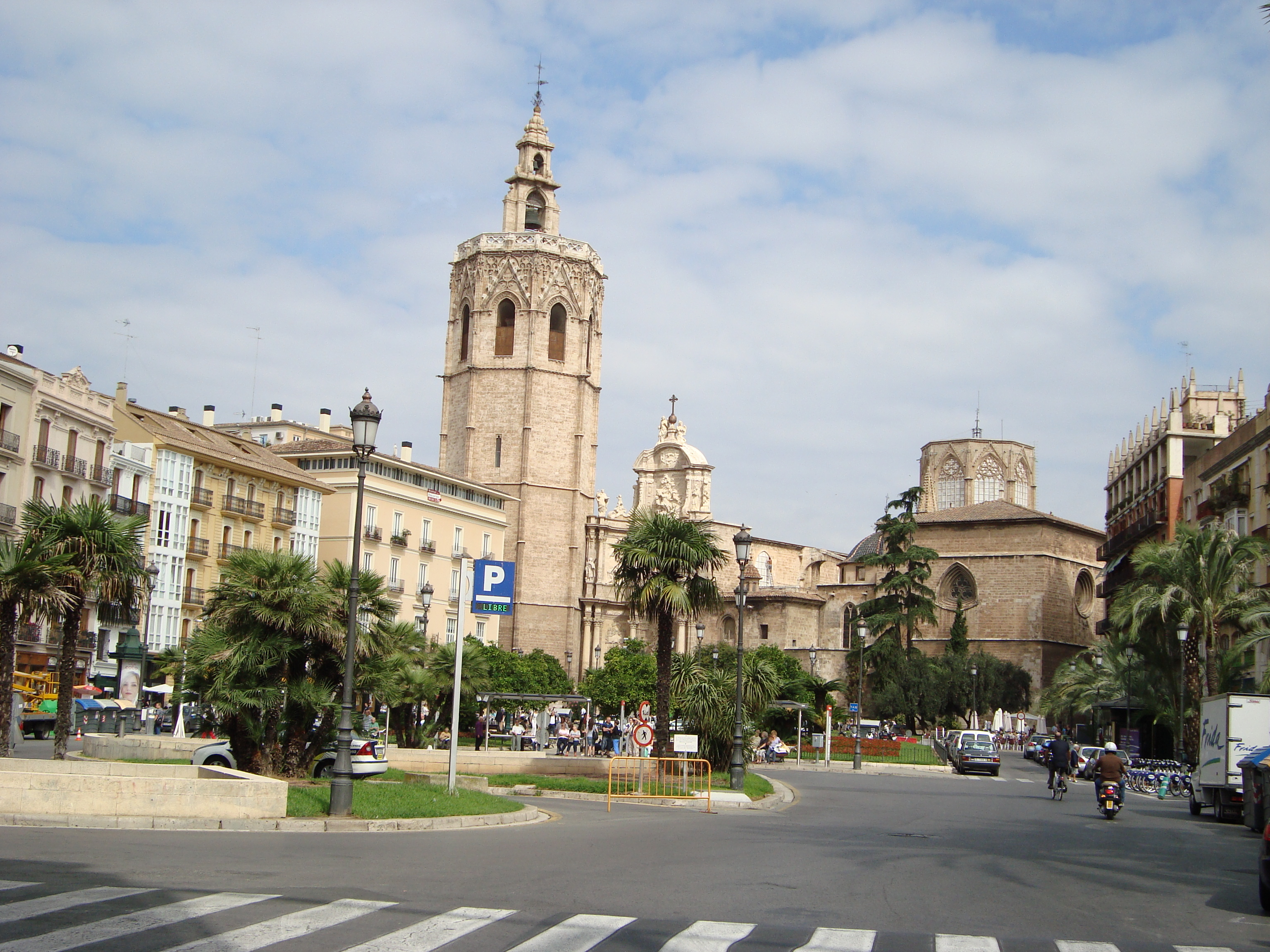
katedrála a nám. Plaça de la Reina

Valencie byla založena při římské kolonizaci roku 138 př. n. l. za konzula Decima Iunia Bruta Callaica, a to pod názvem Valentia Edetanorum. Po osmi stoletích, v roce 711, obsadili město Arabové, kteří sem přinesli také svůj jazyk, zvyky, islámské náboženství a právní řád. Arabské panství se udrželo půl tisíciletí; v roce 1238 král Jakub I. Aragonský město dobyl a půdu rozdělil mezi šlechtu, která se účastnila jeho tažení. Jakub zavedl nové zákony, takzvané valencijské furs (španělsky fueros), jejichž platnost se rozšířila na celé Valencijské království. Platnost furs ukončil v 18. století španělský král Filip V.: mělo jít o trest za to, že se Valencie spojila s císařem Karlem VI. ve válce o dědictví španělské.
Po období stagnace začalo město v 2. polovině 19. století rychle růst za někdejší hradby, které byly zbořeny. Během španělské občanské války byla Valencia krátce hlavním městem druhé španělské republiky, poražené nakonec fašisty. Teprve v roce 1982 byla obnovena valencijská autonomie, čímž vzrostl i význam Valencie jako jejího hlavního města.

## Město, památky a stavby

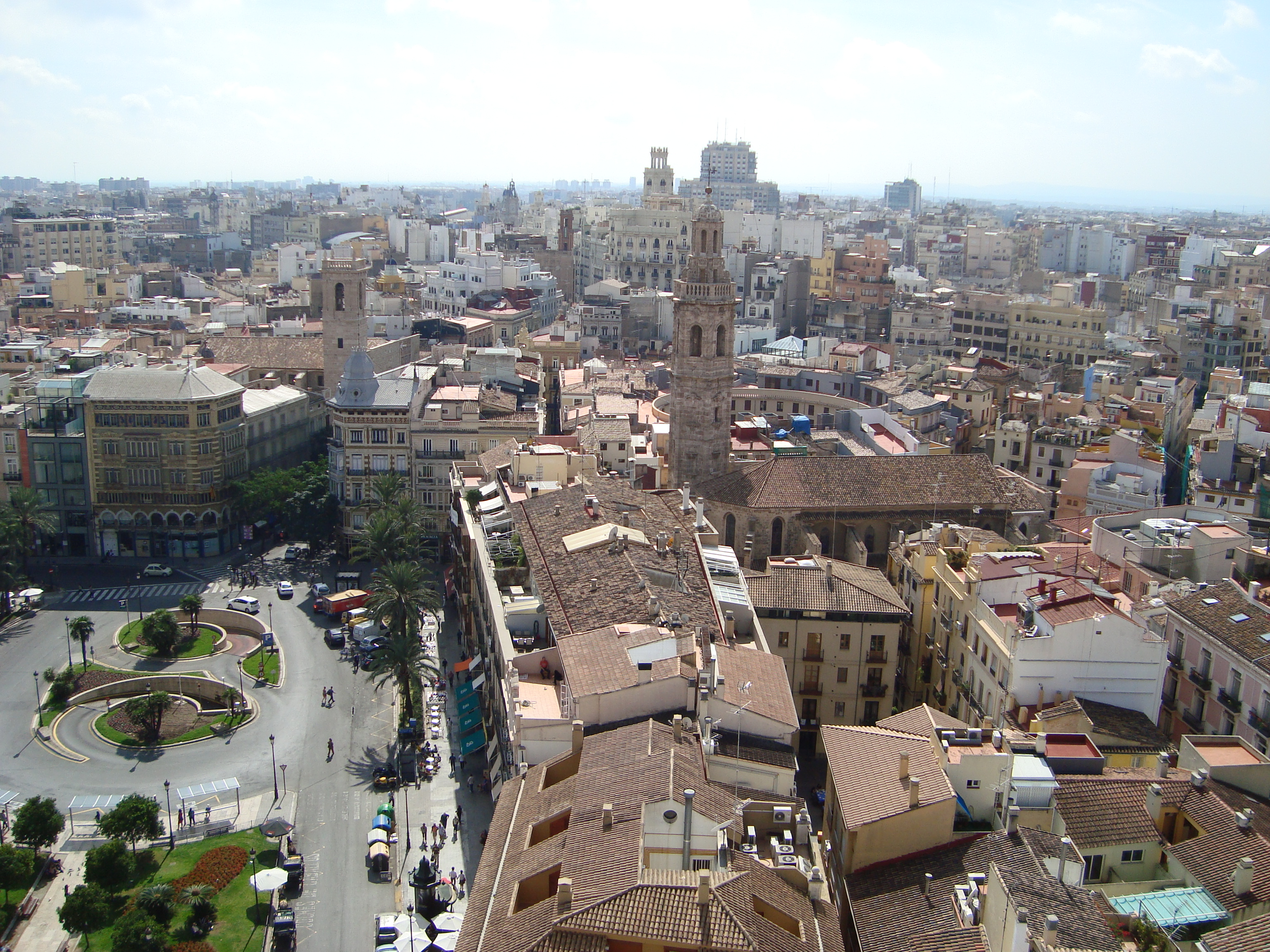
Plaça de la Reina a kostel Santa Caterina

Střed Valencie leží v záhybu ramene řeky Turia, necelých pět kilometrů západně od Středozemního moře. Vlastní tok řeky, respektive její koryto, byl ve druhé polovině dvacátého století přeložen na jih od města. O přeložení toku bylo rozhodnuto po tragických povodních roku 1957, které si vyžádaly kolem tisíce obětí a kdy byla zaplavena velká část města.  V bývalém korytě (přes které stále vedou mosty) je dnes přes 9 km dlouhý park Jardí del Túria, který je jedním z největších městských parků v Evropě. Oba konce parku jsou vyhrazena zvířatů. Na východním konci stojí Oceanográfico („oceanárium“), největší veřejné akvárium v Evropě, které používá více než 25 km různého potrubí. Jeho areál se rozkládá na ploše 11 ha na konci Města umění a věd. Na západním konci Zahrady Turia se rozkládá Bioparc Valencia –  zoologická zahrada nové generace. NJe zcela bez mříží a ploty, jen v nejnutnějších případech jsou nainstalovány skleněné stěny. Cílem je umožnit návštěvníkovi, aby se v maximální míře ponořil do světa zvířat, aby se procházka parkem co nejvíce podobala pozorování zvířat ve volné přírodě. Ve středu města se nachází katedrála Panny Marie (lidově ve valencijštině zvaná la Seu) ze třináctého století, postavená na místě někdejší mešity, které ale zase předcházela vizigótská katedrála. Katedrála má tři brány, jeden z hlavních vstupů je z náměstí Plaça de la Reina, druhý z Plaça de la Seu. V katedrále je uchováván kalich, který je prezentován jako Svatý grál. Jde o číši zhotovenou z červeného achátu. Dle legendy nádobku přivezl do své rodné Huesky v době Valerianova pronásledování křesťanů sv. Vavřinec. V 11. stol. dostala číše dnešní podstavec, v roce 1399 se ocitla ve sbírce relikvií Aragonského království a roku 1437 ji král Alfons V. Aragonský přenechal katedrále (za 40 000 dukátů, které nutně potřeboval na své války v Itálii). Na podzim 2015 udělil papež František Valencii právo slavit jednou za pět let Svatý rok, který začíná vždy poslední čtvrtek v říjnu, kdy se každoročně slaví svátek svatého kalichu. Vedle katedrály stojí gotická věž s barokními prvky el Micalet (Michálek). V jihozápadní části náměstí Plaça de la Reina, respektive již na malém náměstí Plaça de Santa Caterina, stojí kostel sv. Kateřiny z 13. st. V 16. st. rekonstruován, v 18. st. barokně upraven. Zvonice je z konce 17. st.
Na okraji historického centra jihozápadně od katedrály najdeme rozlehlou modernistickou budovu tržnice Mercat Central (Hlavní nebo Centrální tržnice) z roku 1914. Naproti stojí jediná valencijská památka zapsaná na seznamu světového dědictví UNESCO, gotická budova tzv. Hedvábné burzy La Llotja de la Seda. Stavba je z let 1482 až 1548 a jedná se o jednu z mála dochovaných gotických památek ve městě. Jejím prvním architektem byl Per Compte, který se inspiroval burzou v Palmě de Mallorca. Ve stejné ulici je farní kostel Sant Joan del Mercat, založený v roce 1240, současná podoba je ze 17. a 18. st. Jižně od kostela se nachází jedno z největších náměstí centra města Plaça de l'Ajuntament (bohužel slouží spíše jako dopravní křižovatka), kde se nachází historická budova radnice. Sto metrů jižně pak leží valencijské vlakové nádraží Estació del Nord, budova je z roku 1917. Na okraji starého města se nalézají dvě mohutné brány, které se zachovaly z původního opevnění, které bylo strženo roku 1865 - Torres de Serranos a Torres de Quart. Zbourání byly ušetřeny, protože v době demolice sloužily jako vězení.

Mimo oblast starého města, v jihovýchodní části Valencie, v oblasti parku Jardín del Turia, leží komplex budov současné architektury Město umění a věd od původem místního architekta S. Calatravy. Calatrava dosáhl mezinárodního věhlasu, jeho práce jsou často kontroverzní zejména co se týče charakteru veřejného prostoru, uživatelské přívětivosti, užitých materiálů a následně údržby a trvanlivosti staveb. 

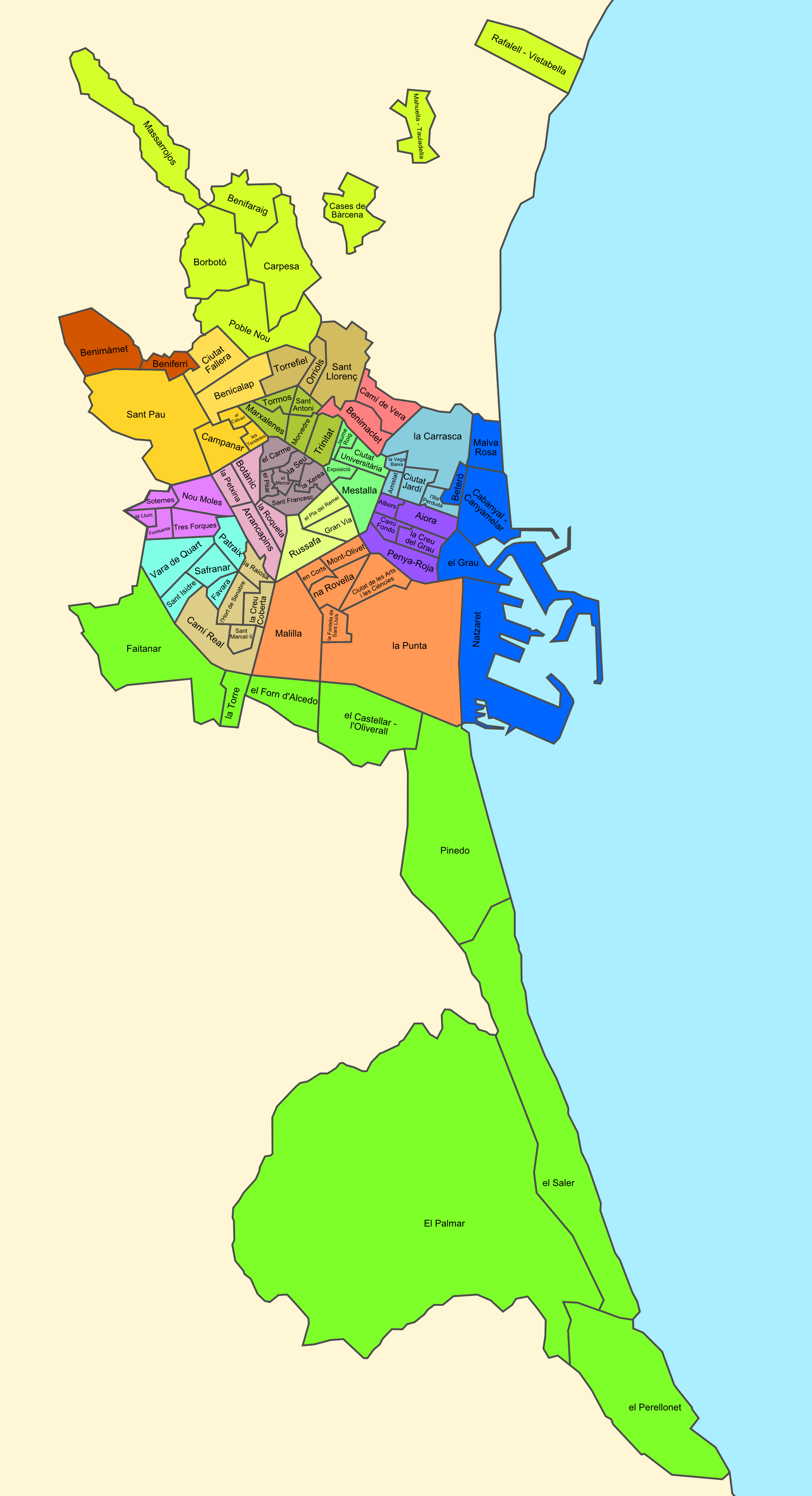
Městské části a čtvrti

## Městské části
Valencie se skládá z 19 městských částí, respektive okrsků (distritos) a 87 čtvrtí (barrios). Některé okrsky a čtvrti dříve bývaly samostatnými obcemi, které se v druhé pol. 19. st. staly součástí Valencie. Každý městský okrsek se dále skládá ze čtvrtí (uvedené v závorce). Střed města leží v části Ciutat Vella (Staré Město).
Ciutat Vella (La Seu, La Xerea, El Carmen, El Pilar, El Mercado, San Francisco), Eixample (Russafa, El Pla del Remei, Gran Via),
Extramurs (El Botànic, La Roqueta, La Pechina, Arrancapins), Campanar (Campanar, Les Tendetes, El Calvari, Sant Pau), La Saïdia (Marxalenes, Morvedre, Trinitat, Tormos, Sant Antoni), Pla del Real (Exposició, Mestalla, Jaume Roig, Ciutat Universitària), Olivereta (Nou Moles, Soternes, Tres Forques, La Fontsanta, La Luz), Patraix (Patraix, Sant Isidre, Vara de Quart, Safranar, Favara), Jesús (La Raiosa, L'Hort de Senabre, The Covered Cross, Saint Marcelino, Real Way), Quatre Carreres (Montolivet, En Corts, Malilla, La Font de Sant Lluís, Na Rovella, La Punta, Ciutat de les Arts i les Ciències), Poblats Marítims (El Grau, El Cabanyal, El Canyameral, La Malva-Rosa, Beteró, Nazaret), Camins del Grau (Aiora, Albors, Creu del Grau, Camí Fondo, Penya-Roja), Algiròs (Illa Perduda, Ciutat Jardí, Amistat, Vega Baixa, la Carrasca), Benimaclet (Benimaclet, Camí de Vera), Rascanya (Orriols, Torrefiel, Sant Llorenç), Benicalap (Benicalap, Ciutat Fallera), Pobles del Nord (Benifaraig, Poble Nou, Carpesa, Cases de Bàrcena, Mauella, Massarrojos, Borbotó), Pobles de l'Oest (Benimàmet, Beniferri), Pobles del Sud (Forn d'Alcedo, Castellar-l'Oliveral, Pinedo, el Saler, el Palmar, el Perellonet, la Torre, Faitanar)

## Sport
Ve městě sídlí fotbalové kluby Valencia CF a Levante UD.

## Galerie

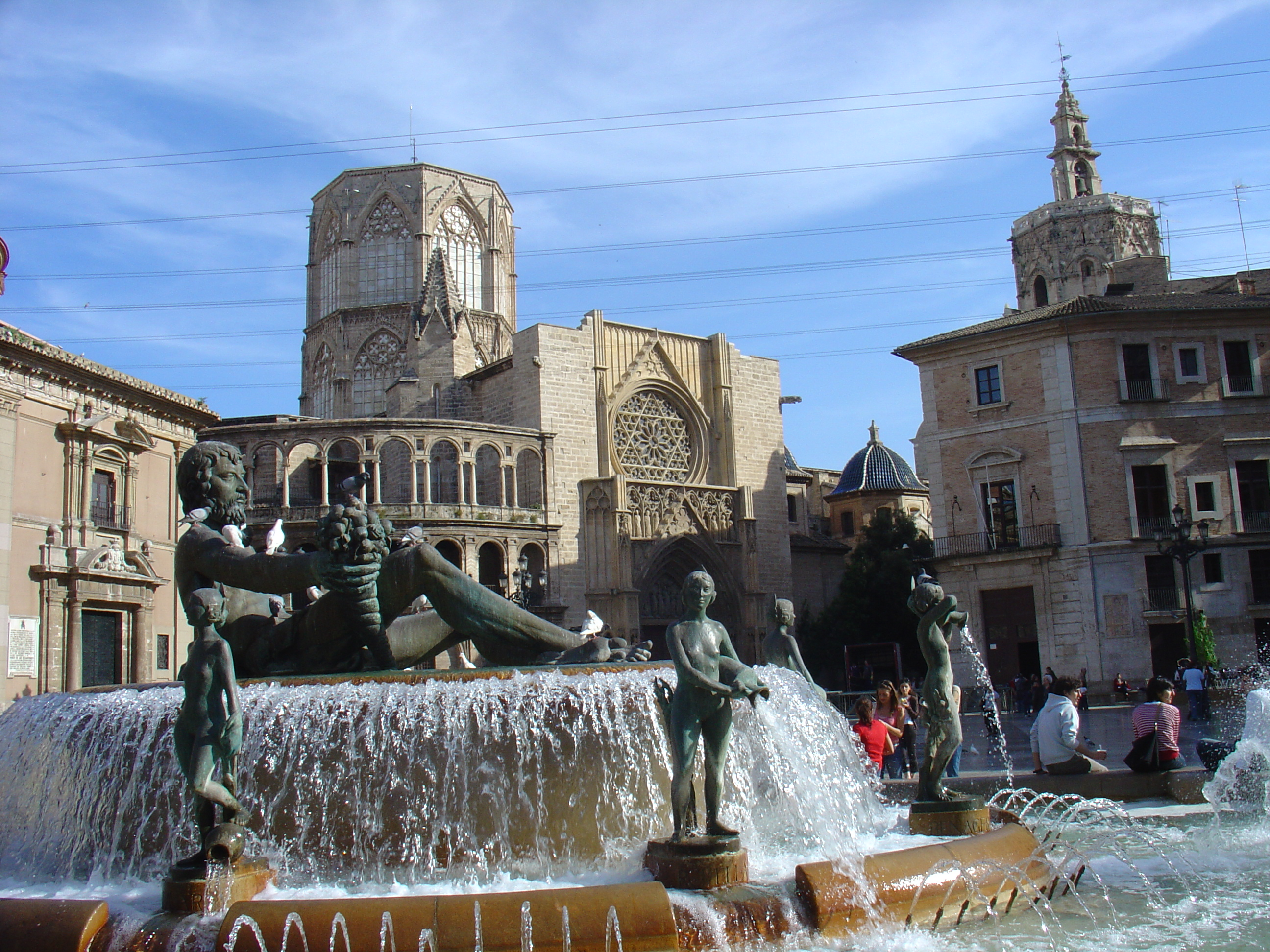
Exteriér valencijské katedrály
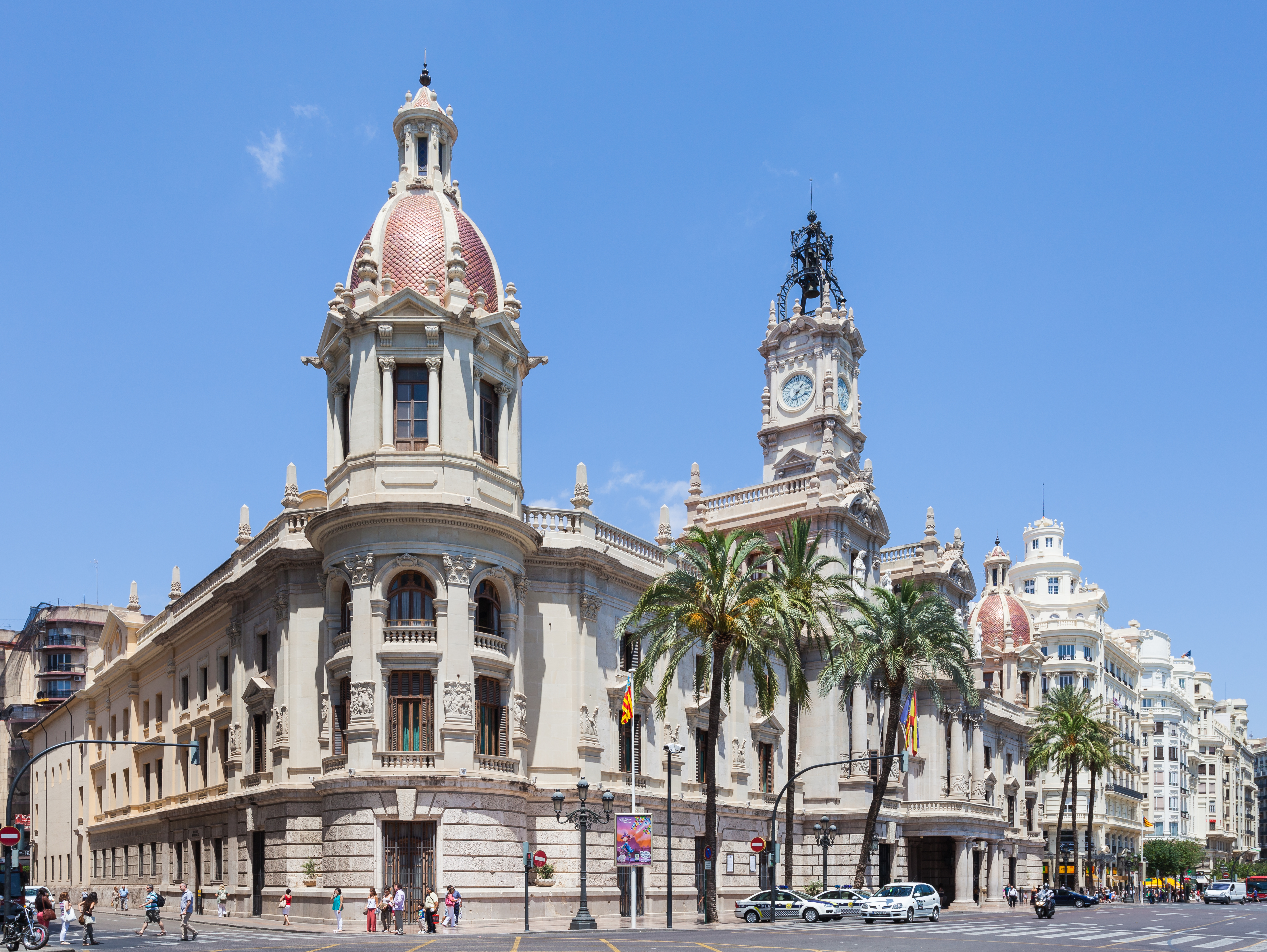
budova radnice
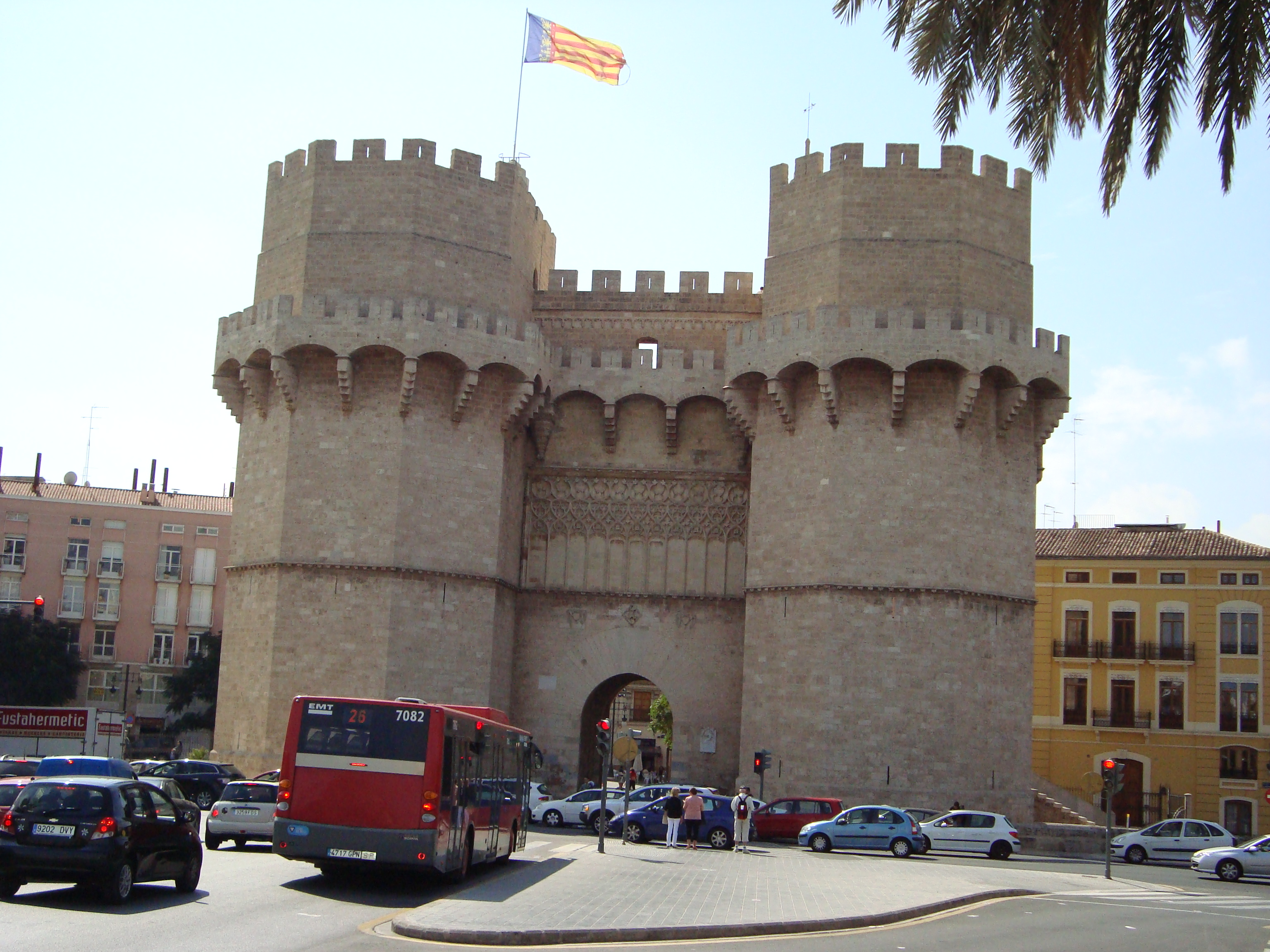
městská brána Torres de Serranos
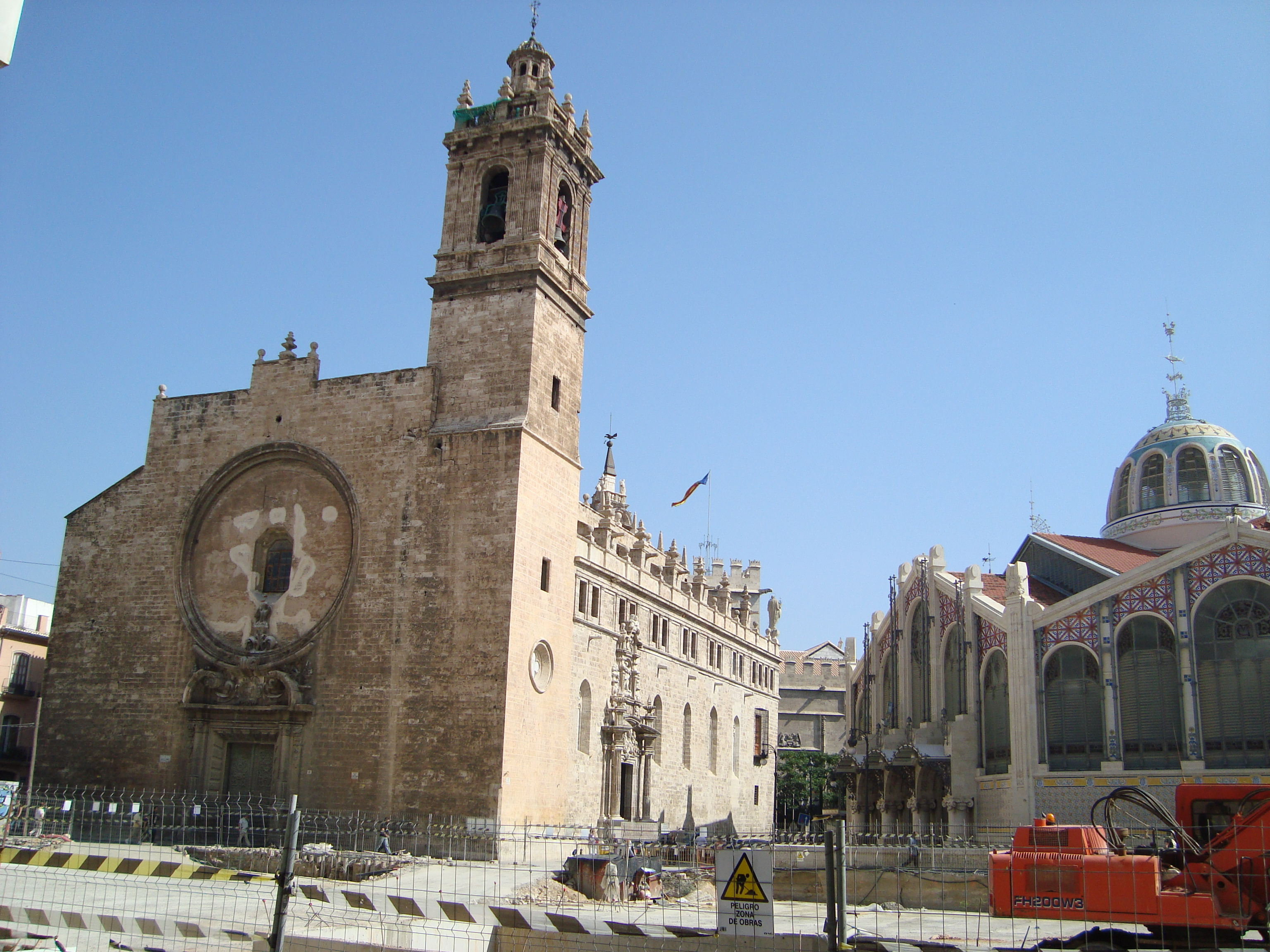
kostel S. Juane a budova tržnice
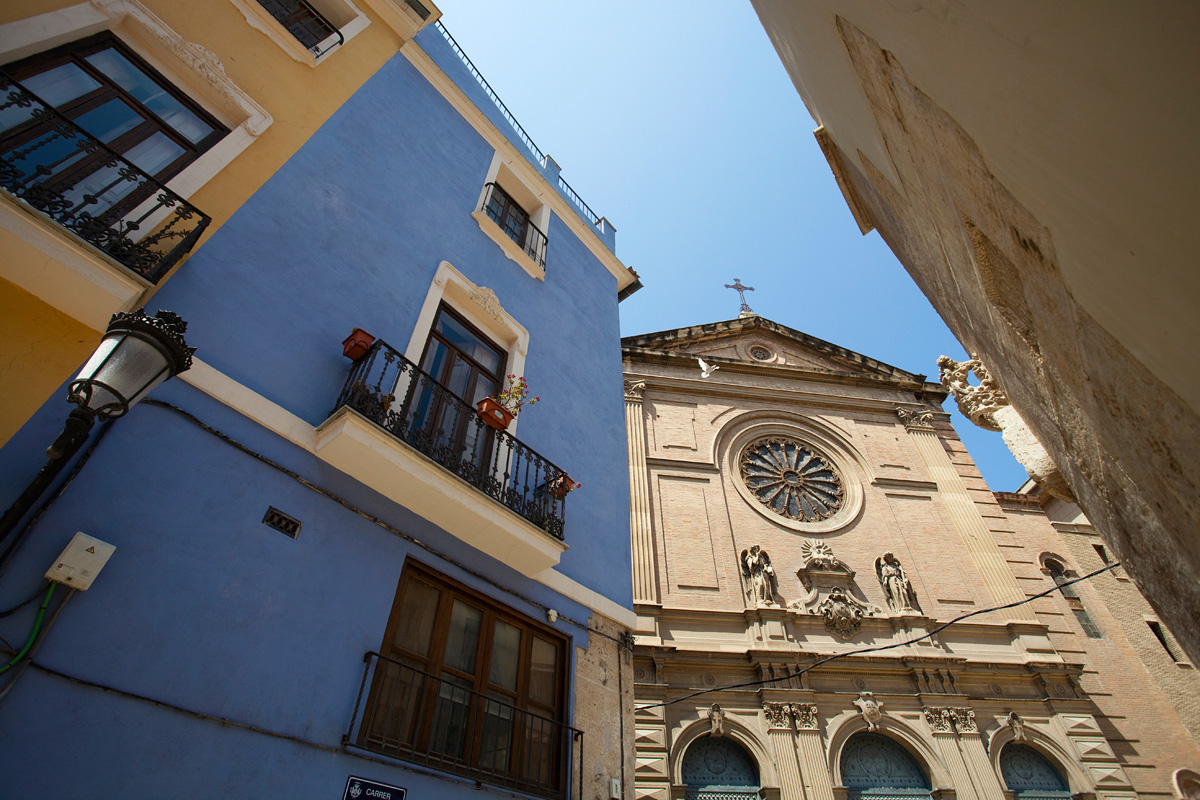
architektura v okolí náměstí San Nicolas
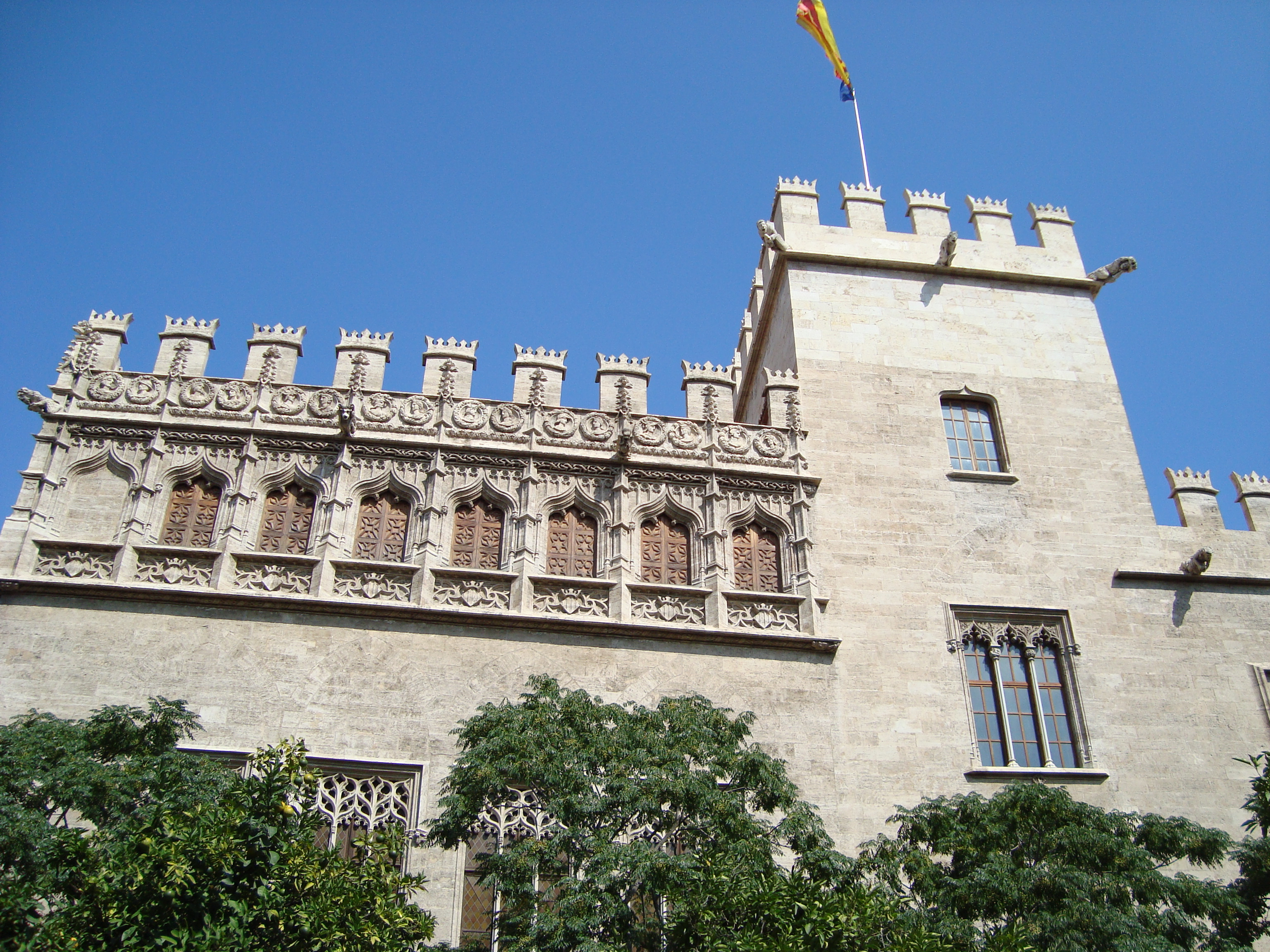
Lonja de la Seda
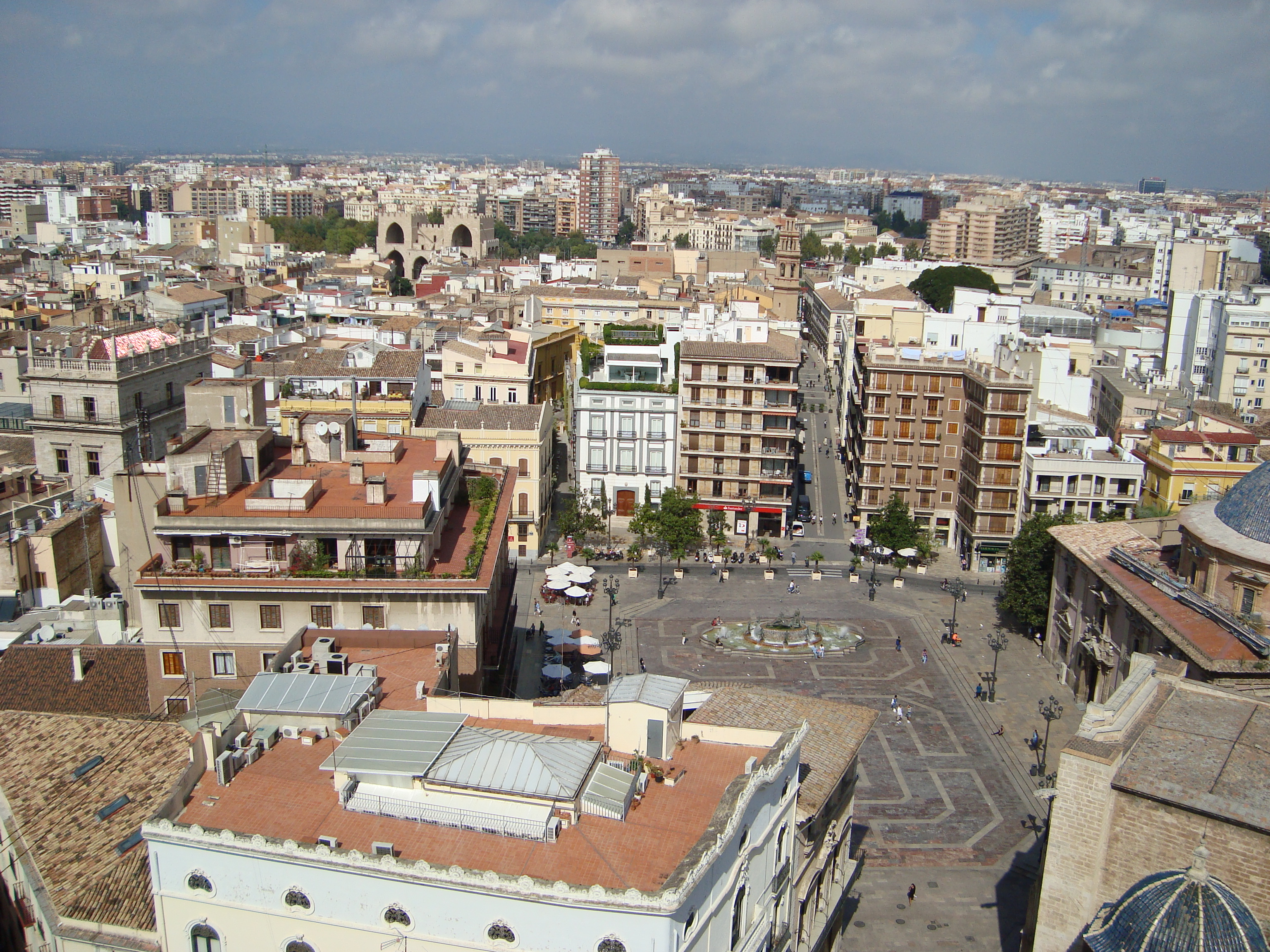
Place de la Seu
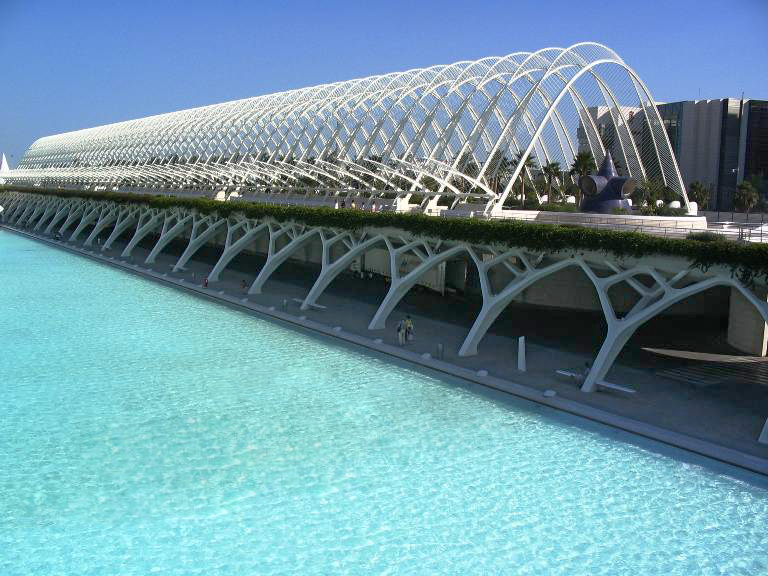
Promenáda v Městě umění a věd
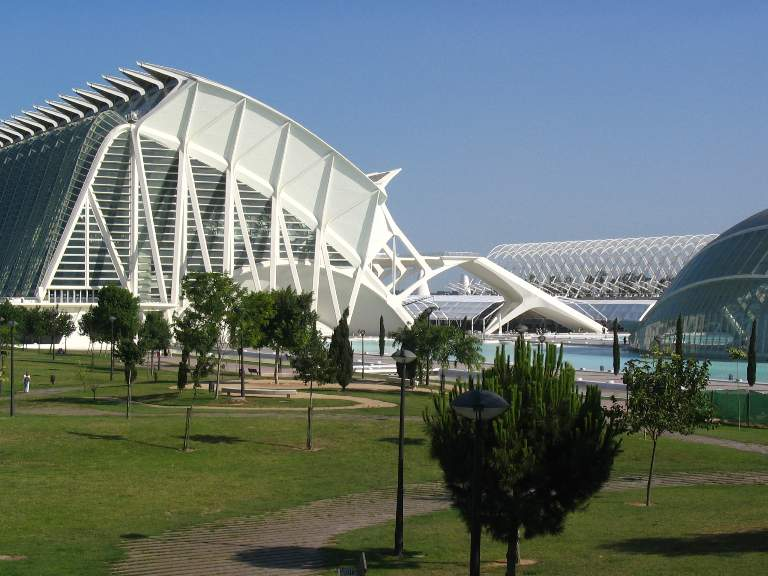
Muzeum v Městě umění a věd
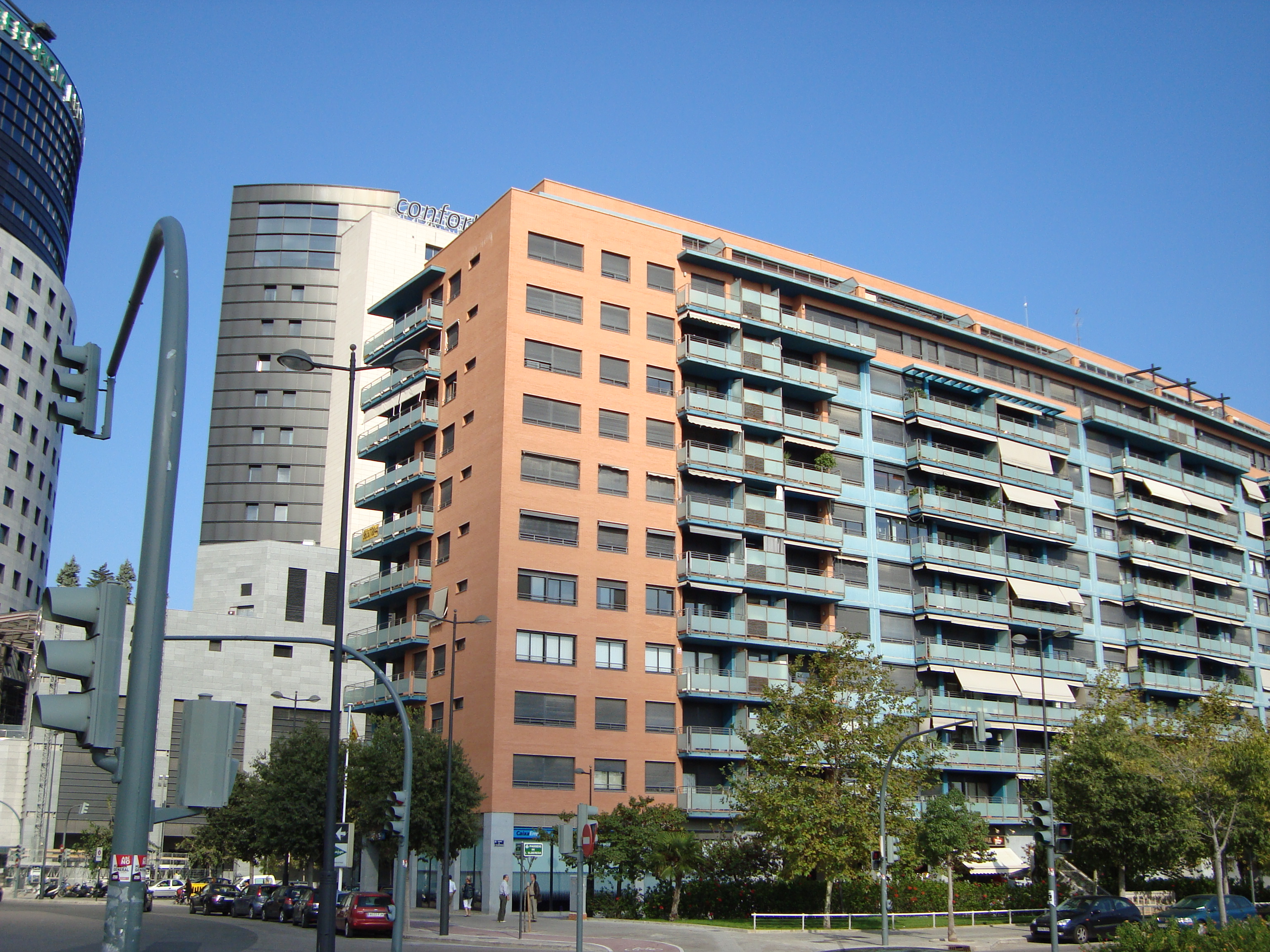
moderní zástavba, jihovýchod města
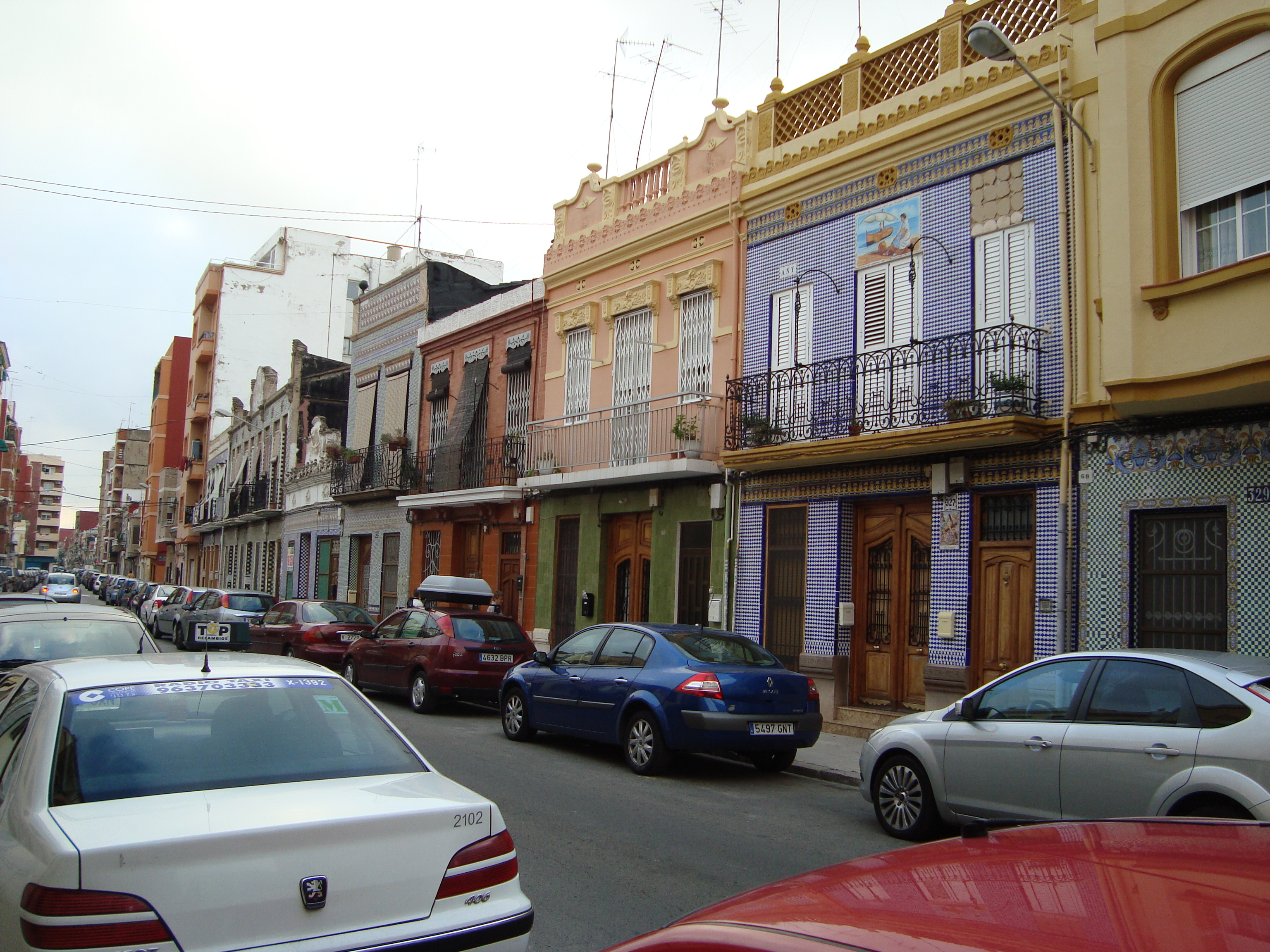
čtvrť Cabanyal - Canyamelar
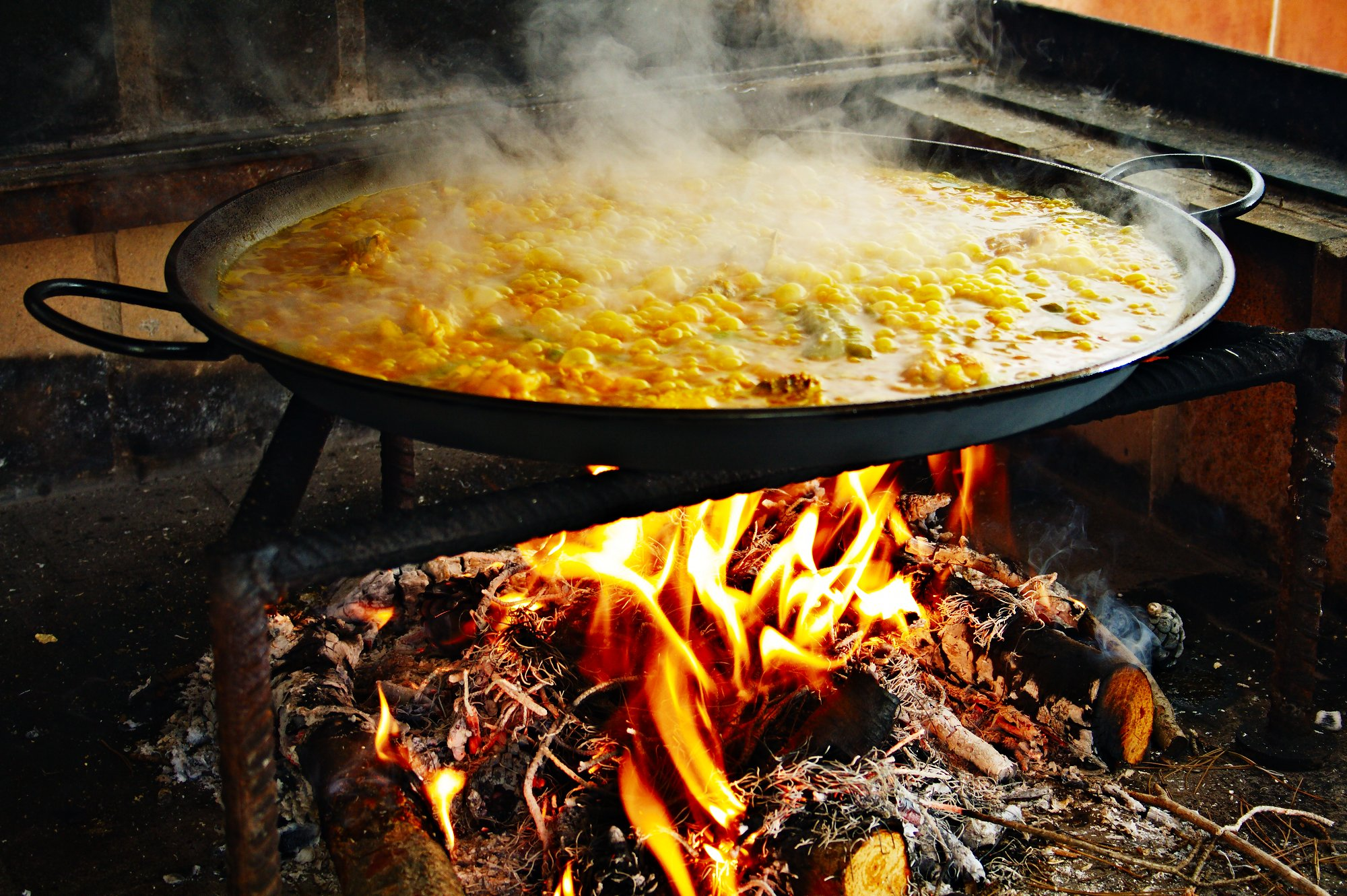
Paella vařená na ulici
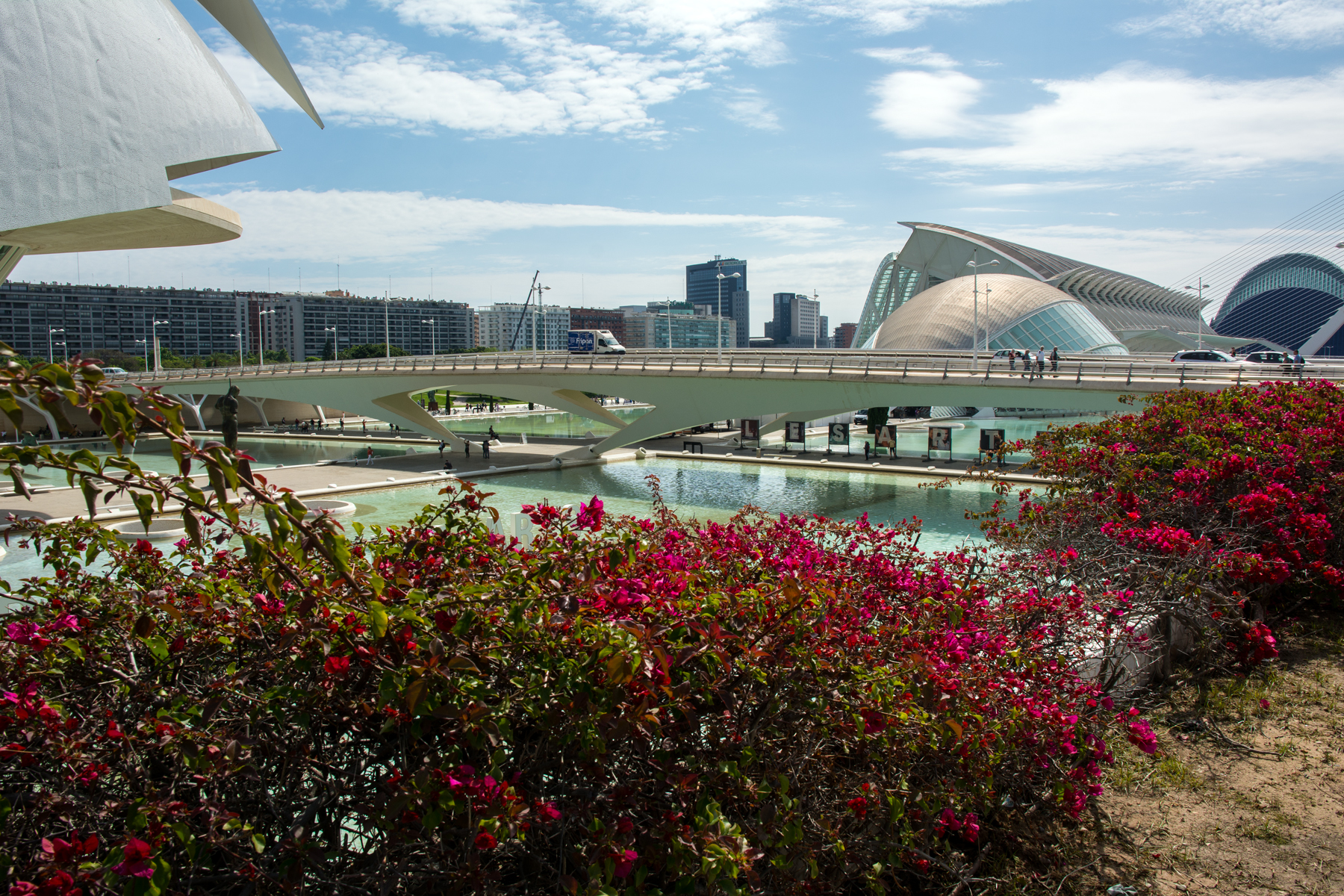
Jedním ze dvou mostů přes bývalé koryto Turie v Městě umění.

## Osobnosti města
- Svatý Vincenc Ferrerský (1350–1419), dominikánský řeholník a kazatel[7]
- Juan Luis Vives (1493–1540), humanista, filozof a pedagog[8]
- Joaquín Sorolla (1863–1923), malíř, představitel luminismu[9]
- Vicente Blasco Ibáñez (1867–1928), romanopisec, dramatik, představitel naturalismu[10]
- Manuel Penella (1880–1939), hudební skladatel a dirigent[11]
- Carlos Soler (* 1997), profesionální fotbalový střední záložník[12]

## Partnerská města
- Bologna, Itálie (1980)
- Čcheng-tu, Čína (2017)
- Kanton, Čína (2012)
- Mohuč, Německo (1978)
- Oděsa, Ukrajina (1981)
- Valencia, Venezuela (1985)
- Veracruz, Mexiko (1985)